# Limotettix danmai
Limotettix danmai är en insektsart som beskrevs av Kuoh 1981. Limotettix danmai ingår i släktet Limotettix och familjen dvärgstritar. Inga underarter finns listade i Catalogue of Life.